# Fanas
Fanas är en ort och tidigare kommun i nedersta delen av dalföret Prättigau i den schweiziska kantonen Graubünden. Den införlivades 2011 med den större grannkommunen Grüsch.